# Dansk biologisk Station
Dansk biologisk Station var en marinbiologisk forskningsstation der blev oprettet 1889. Fra 1952 en del af Danmarks Fiskeri- og Havundersøgelser.

## Historie
Formålet med oprettelsen af Dansk Biologisk Station var at tilvejebringe kundskab om fiskene udbredelse og biologi, så det praktiske fiskeri kunne fremmes og lovgivningen på fiskeriområdet indrettes hensigtsmæssigt. Stationen fik en af søværnet udrangeret transportbåd stillet til rådighed. Denne blev indrettet til et flydende laboratorium. Stationsbåden blev hver sommer bugseret til et forud bestemt undersøgelsessted og ankret op. Vinterarbejdet udførtes alene af forstanderen, C.G. Johannes Petersen, i hans private hjem. I 1910 indrettedes et selvstændigt laboratorium til vinterbrug.
I 1926 sammensluttedes Kommissionen for Havundersøgelsers Afdeling for Fiskeriundersøgelser i de Indre Farvande med Dansk biologisk Station. I 1927 fik Dansk biologisk Station også et Ferskvandslaboratorium. Fra 1936 havde Dansk biologisk Station lokaler på Charlottenlund Slot. I 1952 sluttedes Dansk biologisk Station sammen med Kommissionen for Danmarks Fiskeri- og Havundersøgelser til forskningsinstitutionen Danmarks Fiskeri- og Havundersøgelser.
Forskningsresultaterne blev offentliggjort i Beretning fra Dansk Biologisk Station. Der blev udgivet 54 bind i perioden 1891-1952.